# Synagoga Szmula Szlamowicza w Łodzi
Synagoga Szmula Szlamowicza w Łodzi – prywatny dom modlitwy znajdujący się w Łodzi przy ulicy Wschodniej 43.
Synagoga została zbudowana w 1892 roku z inicjatywy Szmula Szlamowicza. Mogła ona pomieścić 30 osób. Podczas II wojny światowej hitlerowcy zdewastowali synagogę.